# 岡田眞澄
岡田 眞澄（、1935年〈昭和10年〉9月22日 - 2006年〈平成18年〉5月29日）は、フランス生まれの日本の俳優・タレント。愛称は「ファンファン」。

## 来歴・人物

### 生い立ち
日本人画家岡田穀（おかだみのる、1888年生）とデンマーク女性インゲボルグ・シーヴァルセン（仕立て職人の娘、人魚姫の像の体のモデル・エリーネ・エリクセンの妹）を両親に持ち、フランス・ニースで生まれる。2人兄弟の次男。兄はタレントのE・H・エリック。
父親はパリで暮らしたあと、画家仲間のシャイム・スーティンを追って南仏カーニュ＝シュル＝メールに移り、1928年にインゲボルグと結婚後、ニース近くのラ・ゴードに転居し、水彩画と交換に村民から施しを得るような貧しい生活を送った。
絵の具屋の店主の按摩をして絵具代を稼ぐような窮乏生活の中、創作活動を続け、1936年には岸田国士宛に絵を送って銀座の日動画廊で個展を開催した。第二次世界大戦が始まった1939年に戦火を避けて一家で日本統治下の台湾に移住し台北で国民学校に通ったが、日本帰国後、父親は特高警察に執拗に追われ、母親は耐えきれず日本を去った。戦後は日本・東京都赤坂の引揚者住宅に落ち着き、オットー・セバルセン（Otto Sevaldsen）の名で横浜のインターナショナルスクール、セント・ジョセフ・インターナショナル・カレッジに学ぶ。

### デビュー
戦後まもなく、兄がトニー谷のスカウトで芸能界に入り、日劇ミュージックホールの舞台に立つようになったこともあって、岡田も谷の勧めでバレエのレッスンを受けたことがある。また、兄とともにミュージックホールの座長格だった泉和助に師事して修行する。1952年日劇ミュージックホールで初舞台を踏む。その後、赤坂へ日活ニューフェイスの試験を受けに行った際に宝田明と知り合う。同じく第6期東宝ニューフェイスに合格。東宝演劇研究所に入る。藤木悠・宝田明・佐原健二などと同期だったが、映画製作を再開した日活を選ぶ。1955年公開の『初恋カナリア娘』でデビュー。日本人離れした風貌から、外国人の役も多く演じた。
1957年（昭和32年）に日本初の男性専門（後に女性も所属）のモデル・クラブであるSOSモデルエージェンシーを菅原文太ら総勢8名で結成する。日活退社後に渡欧した際ルキノ・ヴィスコンティ監督に『山猫』への出演を迫られるも断り、結果アラン・ドロンに配役が決まる（TV番組での本人談）。1961年には幼少期に暮らしたラ・ゴードとニースを訪問し、ニース市長ジャン・メドサンより市民章を受賞した。

### 人気
日活退社後はにんじんくらぶ・劇団欅を経て、以後、数々のミュージカルの舞台作品やテレビやショーといったバラエティ番組の司会者などで活躍し、幅広く芸能活動を行う。特に、『とんねるずのみなさんのおかげです』の一コーナー「仮面ノリダー」では、敵役「ファンファン大佐」を演じたことで、幅広い年齢層から人気を得た。出演が決まった際には、1980年代にCMに出演した縁で靴のマドラスに小道具のブーツを特注で製作してもらい、愛用したという逸話がある。
萩本欽一とは古くから親交があり、大映ドラマ『シークレット部隊』の第一回放送では萩本と悪役でゲスト共演を果たしたほか、後に始まった視聴者参加型番組の『欽ちゃんの仮装大賞』（日本テレビ系列）でも第1回大会から出演し、長年に渡りレギュラー審査員を務めた。
歌手としても、1980年、松任谷由実のアルバム『SURF&SNOW』収録曲「恋人と来ないで」にゲストボーカルとして参加、松任谷とのデュエットを披露した。中年以降は口髭を蓄えてヨシフ・スターリンに酷似した容貌となり、実際に演劇でスターリンを演じたことがある（『夢、クレムリンであなたと』・1991年初演）。
英語のみならずフランス語も堪能なため、ミス・インターナショナルでのホスト役を長らく務めた。司会業でもフェミニストぶりが様になるダンディーさが好評であった。1978年、第1回日本アカデミー賞の総合司会の大役を務めたり、変わった所では1994年12月10日にパシフィコ横浜で開かれた新進党の結党大会の司会を務めたこともある。
「ファンファン」という愛称は、当時の人気俳優、ジェラール・フィリップの当たり役および愛称にあやかって名づけられたもの。『とんねるずのみなさんのおかげです』（フジテレビ系列）の「仮面ノリダー」のコーナーで「ファンファン大佐」というキャラクターに扮したことから、世間一般にも広まった。

### 晩年
2005年7月23日、食道癌が見つかり入院する。レギュラー出演していた中京テレビ（日本テレビ）のクイズ番組『サルヂエ』（「サルさん」として藤井隆と共に司会を担当）は、2005年7月11日放送分で降板した。
一時期快方に向かい芸能活動を再開、レギュラーだった同局系の『午後は○○おもいッきりテレビ』にも徐々に出演するようになった。しかし同年秋にリンパ節へのがんの転移が判明し、再び入院。2006年5月29日午前4時5分、食道癌のため東京都内の病院で死去した。70歳没。闘病は本人の意向で姪の美里をはじめとした親族にすら知らされていなかった。

## 親族
- 結婚は3度しており[15]、1960年にヨネヤマママコと2年間の期限付き結婚をするが[11]、翌年の1961年に離婚[11]。1972年に藤田みどりと2度目の結婚。岡田眞善ら3人の息子をもうける[11]が、1994年[11]9月5日に離婚。翌1995年に日本航空の客室乗務員だった26歳下の女性と3度目の結婚（婿養子となり「鑓田」に改姓[15]）。1998年に岡田朋峰が誕生[11]。朋峰はのちに、父が総合司会を務めたミス・インターナショナルにおいて、2019年日本代表に選出され世界大会出場、任期終了後はスプラウト→セント・フォース所属のタレント・モデルとしてデビューを果たした[16]。
- 三男は舞台制作をしていたが2004年に自殺しており、眞善は父親が出演予定の舞台を直前になって拒否したために数億円の負債を抱えたのが原因と主張している[15][17]。
- コペンハーゲンにある人魚姫の像の体部分のモデルを務めたエリーネ・エリクセンは伯母にあたる[18]。

## 出演作品

### 映画
- 初恋カナリヤ娘（1955年、日活） - 信吉
- 緑はるかに（1955年、日活）
- 銀座二十四帖（1955年、日活）
- 愉快な仲間　赤ちゃん特急（1956年、日活）
- 太陽の季節（1956年、日活） - バンドマスター
- 狂った果実（1956年、日活） - 平沢フランク
- ジャズ・オン・パレード 1956年 裏町のお転婆娘 （1956年、日活） - 秀一
- 幕末太陽傳（1957年、日活） - 品川宿相模屋の若衆・喜助
- 嵐を呼ぶ男（1957年、日活） - 福島慎介
- 羽田発7時50分（1958年、日活） - テストドライバー 馬場
- 夜の牙（1958年、日活）
- 星は何でも知っている（1958年、日活）主演
- 夫婦百景（1958年、日活） - 倉田達夫
  - 続 夫婦百景（1958年、日活） - 倉田達夫
- 完全な遊戯（1958年、日活） - 富田和
- 紅の翼（1958年、日活）
- 衣を脱いだ尼さん（1959年、日活）
- 暗黒の旅券（1959年、日活） - 勝根
- 二連銃の鉄（1959年、日活）
- 爆薬に火をつけろ（1959年、日活）
- 可愛い花（1959年、日活）
- 南海の狼火 (1960年、日活)
- 天下の快男児 突進太郎（1960年、東映） - 堀部茂
- 喜劇 とんかつ一代（1963年、東宝 / 東京映画） - マリウス
- ひばり・チエミ・いづみ 三人よれば（1964年、東宝） - 石岡
- 夜明けのうた（1965年、日活） - 野上
- 日本一の男の中の男（1967年、東宝）
- 君は恋人（1967年、日活)
- 七人の野獣（1967年、日活）
  - 七人の野獣 血の宣言 (1967年、日活)
- 吸血髑髏船（1968年、松竹）
- 燃える大陸（1968年、日活） - ケネス・マクベイン
- 嵐の勇者たち（1968年、日活）
- 緯度0大作戦（1969年、東宝） - ジュール・マッソン[1][2]
- 温泉ポン引女中（1969年、東映） ｰ 中根秀男
- 新網走番外地 吹雪のはぐれ狼（1970年、東映） - ウィリー・ジョンソン神父
- 夜の女狩り（1972年、東映） - 警察署長
- 悲愁物語（1977年、松竹） - 田所圭介
- 冬の華（1978年、東映） - 三枝信吉
- 四季・奈津子（1980年、東映） - 俳優・森隆人
- 将軍 SHŌGUN（1980年、NBC） - ミカエル
- 鍵（1983年、東映） - 剣持
- さよならジュピター（1984年、東宝） - ムハンマド・マンスール[2]
- 時計 Adieu l'Hiver（1986年、日本ヘラルド映画）
- 海と毒薬（1986年、日本ヘラルド映画）
- 快盗ルビイ（1988年、東宝）
- cfガール（1989年、東映クラシックフィルム） - 熊沢
- ペエスケ ガタピシ物語（1990年、松竹）
- JINGI 仁義（1991年、東映）- 砂川明治
- いつか どこかで（1992年、東宝）
- みんな〜やってるか!（1995年、日本ヘラルド映画） - スターリン（スカルビッチ）
- ハンテッド（1995年、ユニバーサル・ピクチャーズ） - 警部
- 愛する（1997年、日活） - 大学病院教授
- 白痴（1999年、松竹） - 編成局長
- 新・日本の首領（2004年、GPミュージアム）- 辰野会直参渋沢組組長→三代目辰野会会長 渋沢正俊
- IZO（2004年、IZOパートナーズ）
- 誇り高き野望2（2005年、アネック）- 今泉
- シベリア超特急5（2005年、T&Mピクチャーズ）
- WARU（2006年、真樹プロダクション）
- ダメジン（2006年、エレン） - 野際
- 劇場版TRICK 霊能力者バトルロイヤル（2010年5月8日、東宝） - 山田剛三 役　※写真出演
  - トリック劇場版 ラストステージ（2014年1月11日、東宝） - 山田剛三 役　※映像出演

### テレビドラマ
- てんてん娘（1956年、KR）
- 若い季節（1961年、NHK総合）
- 花の生涯（1963年、NHK総合 大河ドラマ）- ヘンリー・ヒュースケン
- でっかく生きろ！（1964年、KR）
- マグマ大使（1966年、フジテレビ） - 村上厚
- レモンのような女 第6話「熱帯魚」（1967年、TBS）
- キイハンター（TBS）
  - 第2話「非情の唇」（1968年） - 中尾
  - 第29話「その名は女番外地」（1968年）
  - 第46話「奥様の殺し方教えます」（1969年）
  - 第101話「裏切者の墓標」（1970年）
  - 第141話「殺し屋大統領お手やわらかに!」（1970年）
  - 第180話「レッツゴー! 真夜中の王様 死の行進」（1971年） - レマチュア共和国・デキオ首相
  - 第182話「秘密指令 あの墓を射て!」（1971年） - サムソン大使
  - 第191話「死刑台三歩前 私を抱いて!」（1971年） - ホフマン中尉
  - 第200話「SOS接吻泥棒」（1972年） - 国際警察捜査官・ロバーツ
  - 第214話「SOS殺し屋の女王陛下」（1972年） - ロベール
  - 第238話「それ行け! ギャングとスパイの大追跡」（1972年） - ジョージ
  - 第261話「魔女と黒猫が踊る夜」（1973年） - 怪盗黒猫
- プレイガール（テレビ東京）
  - 第4話「青い真珠に手を出すな」（1969年）
  - 第97話「おんな一匹大勝負」（1971年） - 吉田
  - 第111話「おんな北海流れ者」（1971年） - ポール
  - 第127話「男殺し湖畔の牝猫」（1971年） - ポール
  - 第142話「クリスマス殺人事件」（1971年） - ポール日ノ本
  - 第177話「裸の女をなぜ狙う」（1972年） - ポール日の本
  - 第197話「死んでも離さぬ熱い肌」（1973年） - ポール日の本
- ザ・ガードマン（TBS）
  - 第284話「ヨーロッパで顔を失った男」（1970年）
  - 第314話「女二人ヨーロッパ珍道中」（1971年）
  - 第318話「夫を盗まれた妻の復讐」（1971年）
- おバカさん　(1971年、毎日放送)
- シークレット部隊 第1話「黄金の七人!嵐の大脱走」（1972年、TBS） - 竹馬海運社長
- なんたって18歳! 第39話「空を飛ぶよな恋をした」（1972年、TBS） - 岡野コウジ
- ママはライバル（1972年、TBS）
- 3丁目4番地（1972年、日本テレビ）
- 眠狂四郎 第11話「裸女に神を見た」（1972年、フジテレビ）
- おこれ!男だ（1973年 - 1974年、日本テレビ） - 秋山校長
- 雑居時代（1973年 - 1974年、日本テレビ） - 吉永政人
- 荒野の素浪人 第2シリーズ 第28話「異人武士道」（1974年、テレビ朝日） - 楯弓之介
- アイフル大作戦 第52話「SOS殺しのラブレター」（1974年、TBS） - 東郷雅也
- バーディー大作戦 第19話「幽霊と同棲する女」（1974年、TBS） - 高村久彦
- 非情のライセンス 第2シリーズ 第58話「兇悪の雨に濡れて」（1975年、テレビ朝日） - 黒木誠二
- 連続テレビ小説（NHK総合）
  - 風見鶏（1977年） - メリ健 役
  - ロマンス（1984年） - 東田秀行 役
- 天山先生本日も多忙 第21話「さすらいの温泉芸者」（1979年、テレビ朝日） - 田端
- 土曜ワイド劇場 「吸血鬼ドラキュラ神戸に現わる」（1979年、朝日放送 / 東映）　-　ドラキュラ
- ミラクルガール（1980年、テレビ東京）
- 心（1980年8月14日、TBS）- 吉沢浩介
- 木曜ゴールデンドラマ「松本清張の強き蟻」（1981年、よみうりテレビ / 東映）
- あまく危険な香り（1982年、TBS） - 露木
- はじめまして・再婚（1982年、TBS）
- 季節が変わる日（1982年11月4日、日本テレビ） - 川島忠雄
- 妻たちの乱気流（1984年、テレビ朝日）
- 野球狂の詩（1985年、フジテレビ）
- ギョーカイ君が行く!（1987年、フジテレビ）
- 火曜サスペンス劇場（日本テレビ）
  - 「王女の涙」（1988年10月4日放送、東宝） - 省二・K・スミス
  - 「狙われて」（1989年12月）
  - 「1996年殺人捜査」（1996年12月）
- 京都サスペンス「あじさい色のレディ」（1988年12月、関西テレビ / G・カンパニー） - 風戸慎介
- 男と女のミステリー「OL三人旅V・ナイル湯けむり殺人」（1988年、フジテレビ）
- 五稜郭（1988年、日本テレビ） - ジュール・ブリュネ
- 愛の劇場・鎌倉ペンション物語（1989年、TBS系）
- 過ぎし日のセレナーデ（1989年、フジテレビ） - 龍村尭
- なんだらまんだら（1991年、フジテレビ）
- HOTEL（1992年、TBS） - 久我
- 愛と疑惑のサスペンス「2度目のウェディング・ベル」（1994年1月31日、関西テレビ） - 健介
- 金曜エンタテイメント（フジテレビ）
  - 「顔に降りかかる雨」（1994年5月） - 上杉
  - 「マジシャン刑事」（2000年4月） - 松岡圭
- 金田一少年の事件簿（1995年、日本テレビ） - 風祭淳也
- 3番テーブルの客（1996年 - 1997年、フジテレビ）
  - 第1回（河野圭太演出） - アンドリュー堺
  - 第2回（小田切成明演出） - アンドリュー堺
  - 第3回（岩本仁志演出） - アンドリュー堺
  - 第4回（片岡K演出） - アンドリュー堺
  - 第7回（福本義人演出） - アンドリュー堺
  - 第8回（井筒和幸演出） - アンドリュー堺
  - 第9回（石坂理江子演出） - アンドリュー堺
  - 第10回（中江功演出） - アンドリュー堺
  - スペシャル（杉田成道演出） - アンドリュー堺
  - 第11回（鈴木雅之演出） - アンドリュー堺
  - 第12回（岡村俊一演出） - アンドリュー堺
  - 第14回（木梨憲武演出） - 中年客
- 三姉妹探偵団（1998年、日本テレビ） - 小峰半蔵
- 白衣のふたり（1998年4月 - 6月、東海テレビ系 / テレパック） - 宇田川隆一
- 眠れる森（1998年、フジテレビ） - 濱崎正輝
- トリック（2000年、テレビ朝日）- 山田剛三
- フジ子・ヘミングの軌跡（2003年、フジテレビ） - ドイツ大使
- マンハッタンラブストーリー 最終話（2003年12月18日、TBS） - 鈴木大吉
- 離婚弁護士（2004年、フジテレビ） - 小沼吉之助
- 富豪刑事（2005年、テレビ朝日） - 三井孝信

### 舞台
- 第6回百恵ちゃんまつり 第2部オリジナル・ミュージカル「-不死鳥伝説-」（1980年） - 黒沢編集長・ギャグニ大佐 役 ※二役
- 夢、クレムリンであなたと（1991年） - ヨシフ・スターリン 役[注釈 2]

### 劇場アニメ
- あしたのジョー2（1981年、富士映画） - ホセ・メンドーサ

### 吹き替え
- ドラキュラ（1979年、テレビ朝日） - ドラキュラ伯爵〈フランク・ランジェラ〉 ※BD収録
- ビジョナリアム（1993年 - 2002年、東京ディズニーランド） - ジュール・ヴェルヌ〈ミシェル・ピコリ〉

### テレビ番組
- 異色歌手紅白歌合戦 ※紅組・司会
- おしゃれ
- 欽ちゃんの仮装大賞（1979年 - 1994年、日本テレビ） - 第1-22,24-30,32-41回の計39度審査員として出演[注釈 3]。
- クイズ!年の差なんて
- 午後は○○おもいッきりテレビ
- サルヂエ - サルさん 役（初代）
- SMAP×SMAP
  - 「Keitai-Amadeus」 - 司祭
  - 「仮面レンアイダー」 - マスター・谷口
- 全国一斉今さら人には聞けない常識テスト
- ダウンタウンのガキの使いやあらへんで!!「怪盗ジルバ再び!!『山崎クエスト2』ウォーターワールドin東京サマーランド」 - 司会者
- とんねるずのみなさんのおかげです「仮面ノリダー」 - ファンファン大佐
- おしゃれGALLERY（名古屋テレビ）
- ハロモニ。「私をデートに連れてって」
- ミス・インターナショナル世界大会（フジテレビ系列、後にテレビ東京系列） - 司会
- めちゃ×2イケてるッ!　- オカレモン
- 夢であいましょう
- 霊感ヤマカン第六感
- ワーズワースの冒険

### CM
- ビッグジョン
- 東レ
- マドラス
- ハウス食品
- カシオ計算機
- 昭和産業（昭和天ぷら粉）
- UCC

## 受賞歴
- 第3回日本ジュエリーベストドレッサー賞男性部門（1992年）